# Lestremia remota
Lestremia remota är en tvåvingeart som först beskrevs av Frederick Wollaston Hutton 1902.  Lestremia remota ingår i släktet Lestremia och familjen gallmyggor. Inga underarter finns listade i Catalogue of Life.